# Cucina anglo-indiana

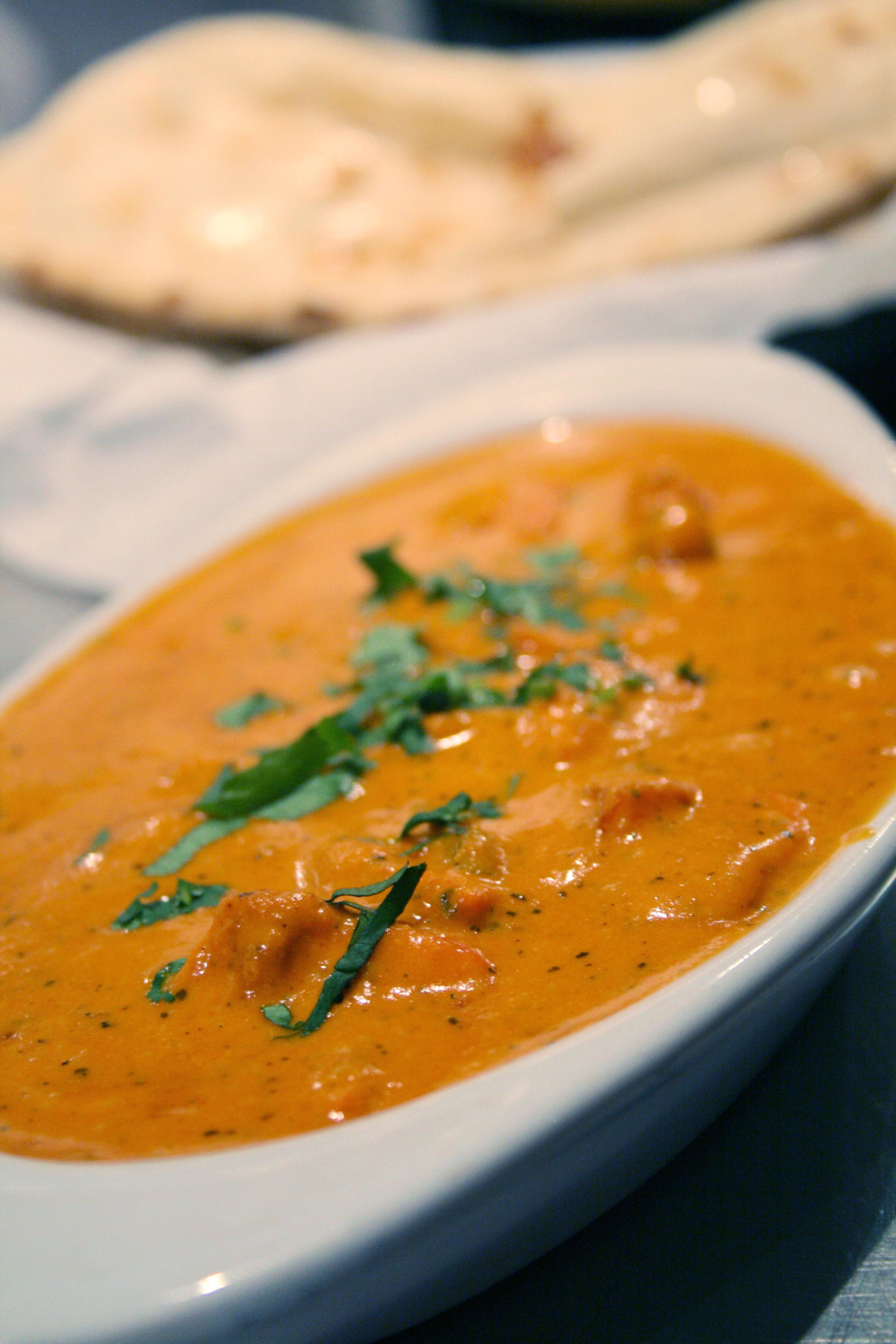
Il chicken tikka masala

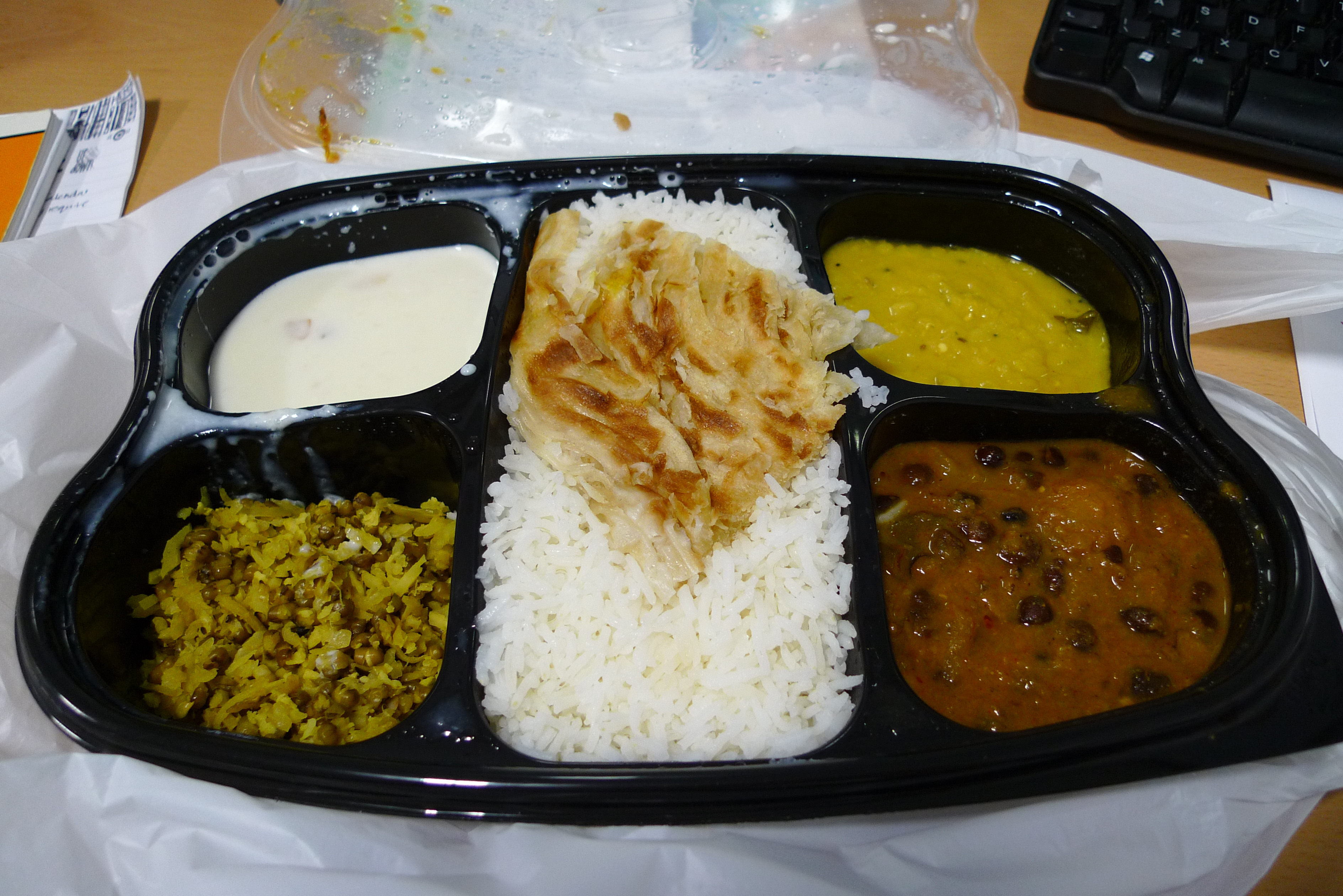
Cibo indiano da asporto cucinato in un ristorante di Londra

La cucina anglo-indiana è quella originata dalla commistione tra le gastronomie inglese e indiana.

## Storia
La cucina anglo-indiana risale all'epoca coloniale quando, nel Regno Unito, si iniziarono a cucinare piatti tipici del subcontinente, tra cui il kedgeree e la mulligatawny, nati sul finire del diciottesimo secolo. Sin dalle sue origini, la cucina anglo-indiana conferisce grande importanza al curry. Originariamente, esso era una salsa piccante usata per conferire sapore alle carni bollite e arrostite. L'edizione del 1758 di The Art of Cookery Made Plain and Easy di Hannah Glasse contiene quella che Dickson Wright definisce una "famosa ricetta" nella quale si spiega come "fare un currey (sic.) alla maniera indiana". Il piatto in questione è un pollo insaporito con cipolle fritte nel burro e poi rosolato con curcuma, zenzero e pepe macinato e stufato nel proprio brodo con panna e succo di limone. Dickson Wright commenta di essere rimasta "un po' scettica" riguardo a questa ricetta, poiché conteneva poche delle spezie che sperava di trovare dopo averla provata, ma rimase "piacevolmente sorpresa dal risultato finale" in quanto tale piatto era comunque "molto buono e interessante". Il curry viene menzionato in quasi tutti i libri di cucina dell'era vittoriana come il Modern Cookery for Private Families (1845) di Eliza Acton, che spiega come usare la spezia per cucinare le animelle e i maccheroni, creando così una commistione di tradizione europea e indiana. Nel 1895 il curry fu incluso tra le pietanze destinate alle classi più povere citate nel libro Dainty Dishes for Slender Incomes. Il pollo al curry subirà dei rimaneggiamenti, come conferma il celeberrimo chicken tikka masala, inventato a Glasgow nei primi anni settanta e tra i piatti britannici più apprezzati.
Il cibo indiano iniziò a essere servito nei caffè dal 1809 e preparato nelle case dei britannici nel medesimo periodo come confermano vari libri di cucina dell'epoca. Il più vecchio ristorante di cucina anglo-indiana nel Regno Unito, il Veeraswamy di Regent Street, a Londra, venne aperto nel 1926. Vi fu un forte aumento del numero di curry house negli anni quaranta e di nuovo negli anni settanta del Novecento. Con il passare degli anni, si è assistito a un miglioramento della qualità del cibo e dell'estetica dei ristoranti, che hanno iniziato a eliminare la carta da parati floccata dalle pareti, giudicata stereotipata, e a dare maggiore personalità ai menù. Durante gli anni ottanta nacquero i primissimi ristoranti britannici che servivano piatti del subcontinente non sottoposti a qualche forma di commistione con altre gastronomie e i primi locali indiani vegetariani.
Oggi la cucina indiana è considerata l'alternativa più apprezzata alla cucina nazionale britannica, seguita da quella cinese e quella italiana. Nel 2003 vi erano all'incirca 9000 ristoranti che servivano cucina indiana nel Regno Unito. La maggior parte di questi locali sono gestiti da bengalesi (spesso sylheti) e pakistani. Secondo la Food Standards Agency, l'industria alimentare indiana nel Regno Unito fruttava 3.2 miliardi di sterline nel 2003, rappresentando da sola i due terzi di tutti i pasti fuori casa e serviva circa 2.5 milioni di clienti britannici ogni settimana.

## Descrizione

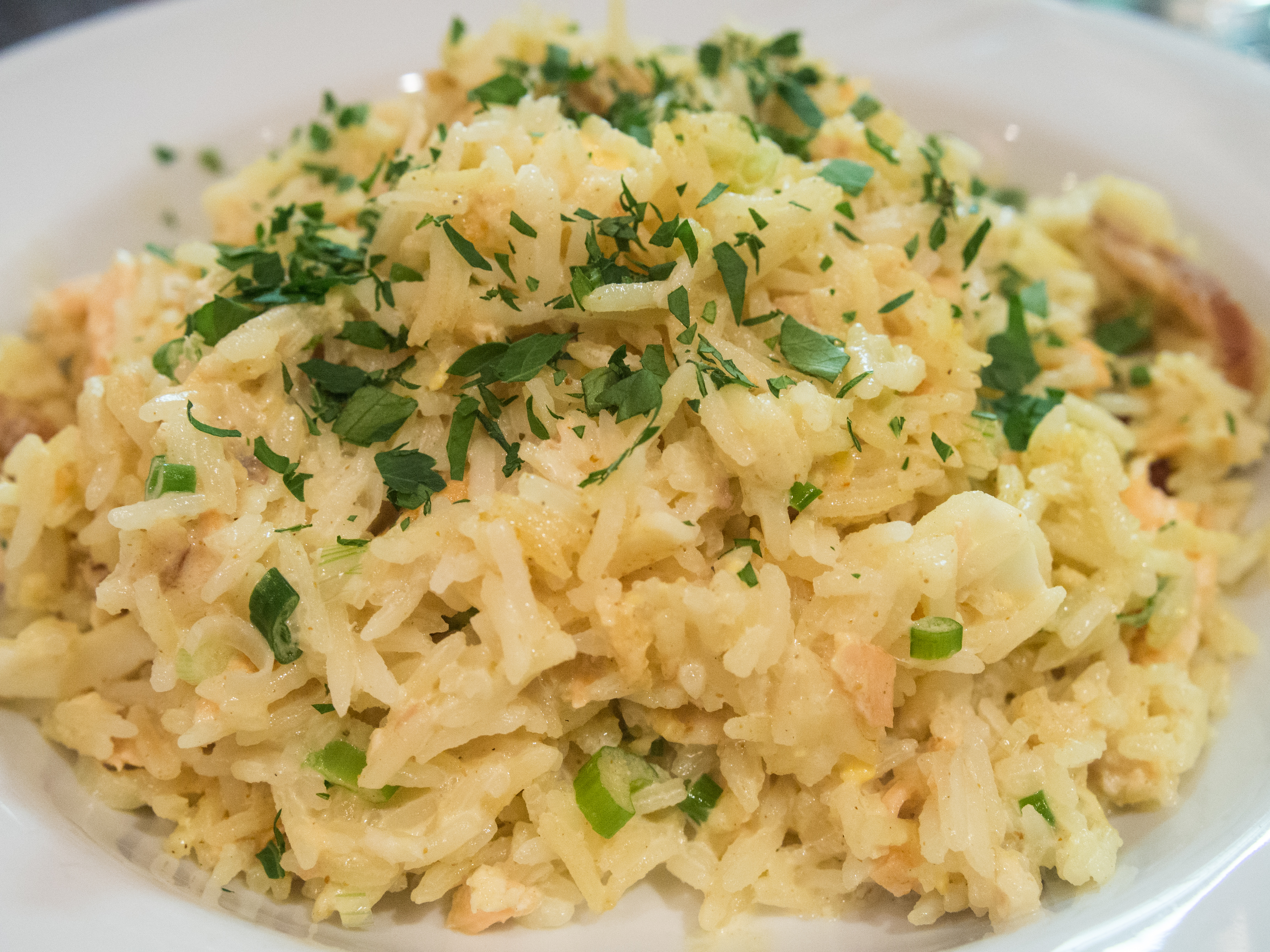
Kedgeree con salmone e pesce bianco

A differenza di quella autentica indiana, la cucina anglo-indiana può adottare ingredienti che, per motivi religiosi, non possono essere consumati nel subcontinente indiano, tra cui le carni di maiale e manzo. Alcuni piatti, come il liver curry, with bacon ("fegato al curry con pancetta"), altro non sono che alimenti ordinari insaporiti con il curry in polvere. In altri casi, come il kedgeree, si tratta di pietanze indiane adattate al gusto britannico; il khichari è a base di lenticchie e riso; il balti ideato nel 1977 nella città di Birmingham, contiene carne, verdure e viene cucinato in una pentola fatta appositamente per esso; il vindaloo, un piatto a base di agnello o pollo dal sapore molto deciso con curry di Madras e peperoncino che ha delle correlazioni con il Carne de vinha d'alhos, nato nella colonia portoghese di Goa e fatto marinare nell'aceto e nell'aglio.